# 藏沙蒿
藏沙蒿（学名：Artemisia wellbyi）是菊科蒿属的植物，是中国的特有植物。分布于印度以及中国大陆的西藏等地，生长于海拔3,600米至5,300米的地区，多生于山坡草地、山坡草地植物群落的优势种、为高山草原、河湖边沙砾地、高山草原、砾质坡地、高山草甸附近和主要伴生种，目前尚未由人工引种栽培。